# Müschenbach
Müschenbach – miejscowość i gmina w Niemczech, w kraju związkowym Nadrenia-Palatynat, w powiecie Westerwald, wchodzi w skład gminy związkowej Hachenburg.